# جيمس مايكل تايلر
كان جيمس مايكل تايلر (بالإنجليزية: James Michael Tyler)‏ (28 مايو 1962-24 أكتوبر 2021) ممثلًا أمريكيًا. اشتهر بدوره ك«غونثر» في مسلسل فريندز على قناة إن بي سي. كان مساعد محرر أفلام ومساعد مونتاج سينمائي قبل التمثيل. تضمنت أعماله المبكرة عمله كمساعد منتج في فيلم «الرجل البدين والولد الصغير». كما جسد دور أوسكار بيفينز في فيلم الإثارة «موتيل بلو» في عام 1997.

## النشأة
ولد جيمس مايكل تايلر في 28 مايو 1962 إما في غرينوود، مسيسيبي أو في وينونا، مسيسيبي. وهو الأصغر بين خمسة أطفال. توفي والده عندما كان عمره 10 سنوات، والذي كان قائدا سابقا في القوات الجوية الأمريكية. كما توفيت والدته عندما كان عمره 11 عامًا. انتقل تايلر بعد ذلك إلى مدينة أندرسون بولاية كارولاينا الجنوبية للعيش مع أخته. تخرج تايلر من «مدرسة تي إل هانا الثانوية» في عام 1980.
تخرج من كلية أندرسون (المعروفة حاليا بجامعة أندرسون) بشهادة سنتين في عام 1982 وتخرج من جامعة كليمسون بشهادة في الجيولوجيا عام 1984. كان عضوا في مجموعة مسرحية طلابية معروفة باسم «ذي كلبمسون بلايرز» خلال الفترة التي قضاها في جامعة كليمسون. أثارت هذه التجربة اهتمامه بأن يصبح ممثلاً. وحصل على درجة الماجستير في الفنون الجميلة من جامعة جورجيا عام 1987.

## الحياة المهنية
انتقل إلى لوس أنجلوس في عام 1988 وأصبح مساعد محرر أفلام ومساعد مونتاج سينمائي. عمل كمساعد إنتاج في فيلم «الرجل البدين والولد الصغير» في نفس العام. عمل أيضًا في مركز للڨيتار وفي مطعم يُدعى «الخنزير البرجوازي» في لوس أنجلوس. وفيه التقى بزوجته الأولى باربرا تشادسي و التي تزوجها في عام 1995.

لعب جيمس مايكل تايلر دور غونتر في المسلسل الكوميدي فريندز بين عامي 1994 و2004. كان غونتر عاملاً في مقهى في سنترال بيرك وكان يحب من طرف واحدرايتشل غرين، والتي لعبت دورها الممثلة جينيفر أنيستون. أعطت تجربته في الحياة الواقعية كعامل تحضير القهوة مساعد المخرج في فريندز فكرة لوضعه خلف منضدة مقهى سنترال بيرك لجعل الإطار المكاني يبدو أكثر «أصالة». أدى ذلك إلى مسيرة مهنية لمدة عشر سنوات مع ظهوره في 148 من حلقات فريندز البالغ عددها 236 حلقة؛ مايجعله الممثل الأكثر تكرارا في المسلسل.
في الليلة التي سبقت ظهوره الأول في مسلسل فريندز، سأل صديق له يعمل كمصفف شعر عما إذا كان بإمكانه تشقير شعر تايلر. وافق تايلر على ذلك، وأحب مؤلفو فريندز ذلك كثيرًا لدرجة أن ما كان يجب أن يكون ظهورا مرة واحدة بالشعر الأشقر انتهى به إلى أن يصبح ذلك جزءًا من شخصيته. وانتهى به الأمر إلى أن يضطر تايلر إلى تشقير شعره كل أسبوع لمدة عشر سنوات.
تكريما للذكرى السنوية الخامسة عشرة لفريندز في عام 2009، افتتح تايلر رسميًا النسخة المتماثلة المؤقتة من مقهى سنترال بيرك في لندن. كان المقهى مفتوحًا لمدة أسبوعين من سبتمبر إلى أكتوبر وكان يمكن لعشاق المسلسل القدوم للحصول على تذاكر للحصول على قهوة مجانية ومشاهدة تذكارات من المسلسل. ظهر تايلر في الحلقة التجريبية للمسلسل الكوميدي الساخر الذي لم يتم عرضه «لا أحد يشاهد» (بالإنجليزية: Nobody's Watching)‏، ولعب فيه نفس دور النادل غونثر في مقهى «سنترال بيرك».
ظهر تايلر في نسخة مماثلة من مقهى سنترال بيرك في سوهو تكريما للذكرى السنوية العشرين لمسلسل «فريندز» في عام 2014.
ظهر تايلر في المسلسل الكوميدي حلقات على بي بي سي/شوتايم (في الموسم 2، الحلقة 6) حيث كان لعب نفسه كمدرب هوكي الجليد عندما حاول الممثل مات لوبلان دون جدوى دعوة النجوم الرئيسيين الآخرين من مسلسل فريندز للظهور في الفيديو الترويجي للبرنامج التلفزيوني الخيالي «باكس».
دعم تايلر الجمعيات الخيرية «مؤسسة ليلي كلير» و«مشروع الإيدز في لوس أنجلوس».

## الحياة الشخصية
تزوج تايلر من باربرا تشادسي في عام 1995. وانفصل الزوجان في عام 2003، وتقدم بطلب للطلاق في عام 2014 متذرعًا بخلافات لا يمكن التوفيق بينها. تزوج لاحقًا من جينيفر كارنو في عام 2017 وحتى موته.

## الموت
تم تشخيص إصابة تايلر بسرطان البروستاتا في عام 2018، لكنه لم يكشف علنًا عن مرضه حتى يونيو 2021، بعد وقت قصير من إصدار الحلقة الخاصة فريندز: لم الشمل.
انتشر السرطان في عموده الفقري مما دفعه لاستخدام كرسي متحرك. توفي تايلر جراء المرض في منزله في لوس أنجلوس في 24 أكتوبر 2021 عن عمر يناهز 59 عامًا.

## قائمة الأعمال
بالإضافة إلى ما يلي، روى تايلر واستضاف لعبة «فريندز: الواحدة مع كل الأمور المضحكة» (بالإنجليزية: Friends : The One with All the Trivia)‏ في عام 2005، إضافة إلى اللعبة اللوحية الدي في دي «فريندز: سين إت؟» (بالإنجليزية: Friends: Scene It؟)‏ في عام 2006.
| الفيلم | العام                | الدور                | ملاحظات               |
| ------ | -------------------- | -------------------- | --------------------- |
| 1992   | زميل السكن           | بار باترون           | أول دور له، فيلم قصير |
| 1997   | موتيل بلو            | أوسكار بيفنز         |                       |
| 1997   | الإزعاج في العشاء    | ويلسون بوماد         |                       |
| 1999   | المراسلون الأجانب    | راندي                |                       |
| 2010   | مشكلة جايسون الكبيرة | بلاين                |                       |
| 2020   | المعاملة             | فرانك براندت         | فيلم قصير             |
| 2020   | البادرة والكلمة      | غيلبرت (ساعي البريد) | فيلم قصير             |

### التلفزيون
| السنة     | العنوان                          | الدور      | Notes                                 |
| --------- | -------------------------------- | ---------- | ------------------------------------- |
| 1994–2004 | فريندز                           | غونثر      | دور متكرر، 148 حلقة                   |
| 2000      | أطلق الرصاص علي!                 | الدكتور    | الحلقة: عودة دوني                     |
| 2001      | الساحرة المراهقة صابرينا         | إيثان      | الحلقة: "أفضل فرصة لي"                |
| 2004      | آيرون شيف أمريكا: معركة الأساتذة | أحد الحكام | الحلقة: موريموتو/فلاي ضد ساكاي/باتالي |
| 2005      | سكرابز                           | المعالج    | الحلقة: إيماني في الإنسانية           |
| 2006      | لا أحد يشاهد                     | كنفسه      | حلقة تجريبية لم يتم عرضها             |
| 2010      | مواكبة عائلة داونز               | تشايس      | فيلم تلفزيوني قصير                    |
| 2012      | حلقات                            | كنفسه      | الحلقة السادسة، الموسم الثاني         |
| 2013      | الموسيقى الحديثة                 | تشاد ليفتز | دور رئيسي 5 حلقات (مسلسل ويب)         |
| 2021      | فريندز: لم الشمل                 | كنفسه      | حلقة خاصة لإتش بي أو ماكس             |

### موسيقى مصورة
| السنة | العنوان  | الفنان |
| ----- | -------- | ------ |
| 2007  | تعال غدا | شيكان  |

## عرض إذا كنت تعرف للكلمات المنطوقة
في يوليو 2021 ، قام المنتجان آل غوميز وكوني واتروس جنبًا إلى جنب مع المرشح لجائزة إيمي تيم لابونتي والحائز على جائزة غرامي آلان بويد بوضع تصور وإنتاج فيلم قصير لأداء تايلر بالكلمات المنطوقة بعنوان «إذا كنت تعرف» (بالإنجليزية: If You Knew)‏.
تم عرض تسجيل تايلر في ألبوم تكريم فعام 2016 للشاعر الغنائي ستيفن كالينيتش من فرقة ذا بيتش بويز بعنوان «Be Still» والذي قام كل من غاومس وواتروس و بويد بإنتاجه. وضعت أكاديمية التسجيل هذه المجموعة الموسيقية في الاقتراع الرسمي لحفل توزيع جوائز الغرامي الثامن والخمسين لأفضل ألبوم للكلمة المنطوقة. قام تايلر أيضًا بتأليف الموسيقى للتسجيل الموسيقي.
تم إنتاج الفيديو الجديد ل«إذا كنت تعرف» لتكريم تايلر وأيضًا إنشاء حملة لجمع التبرعات للمنظمة التي كانت تعمل معه عن كثب، وهي مؤسسة سرطان البروستاتا. ويتم التبرع بجميع عائدات الفيديو وتسجيل تايلر الأصلي لمؤسسة سرطان البروستاتا.